# Wilhelmine Heimburg
Emilie Wilhelmine Bertha Behrens (* 7. September 1848 in Thale; † 9. September 1912 in Niederlößnitz), bekannt unter dem Pseudonym Wilhelmine Heimburg,  war eine deutsche Schriftstellerin.

Wilhelmine Heimburg um 1890

## Leben

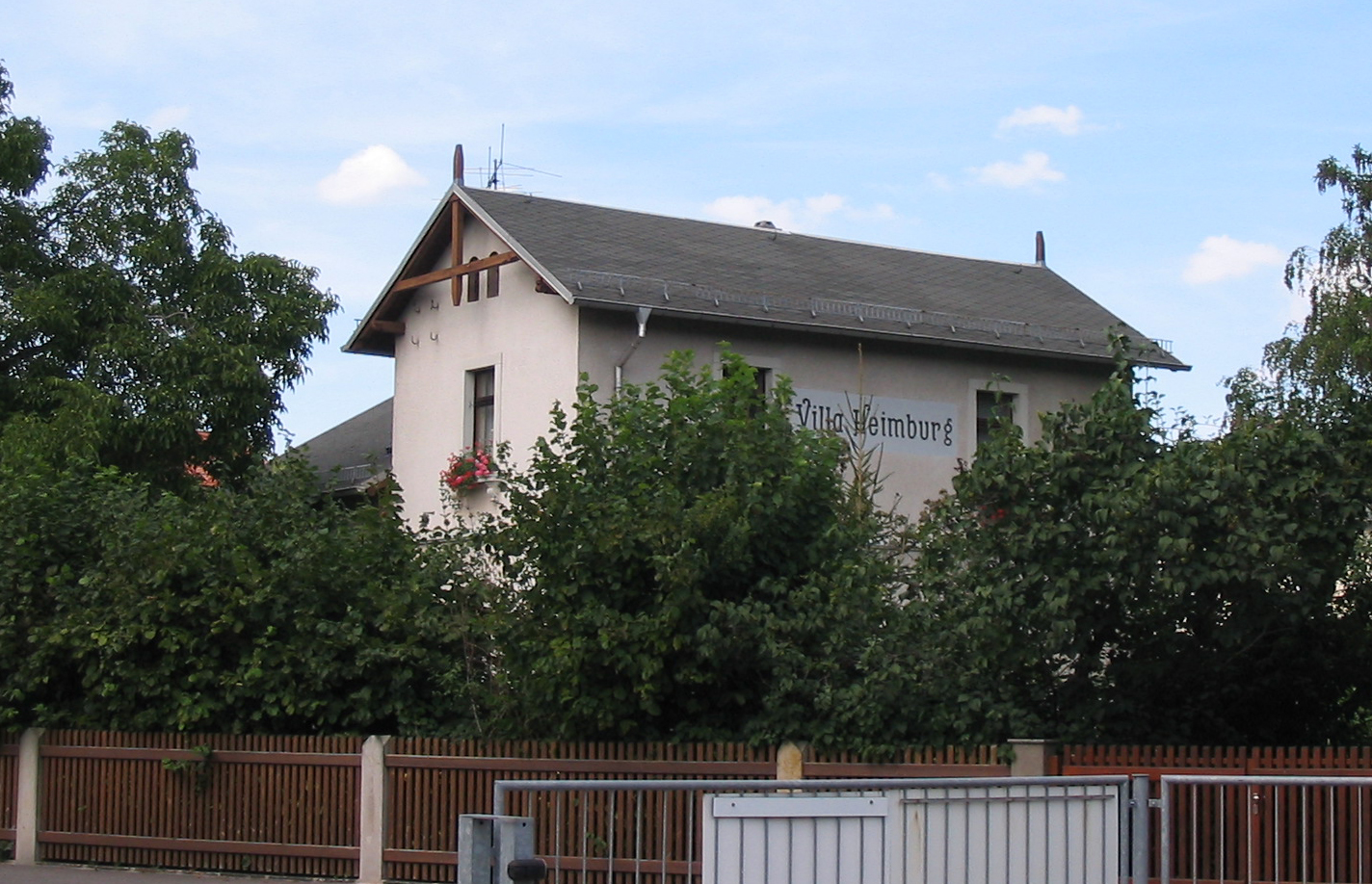
Villa Heimburg in der Hermann-Ilgen-Straße, Kötzschenbroda

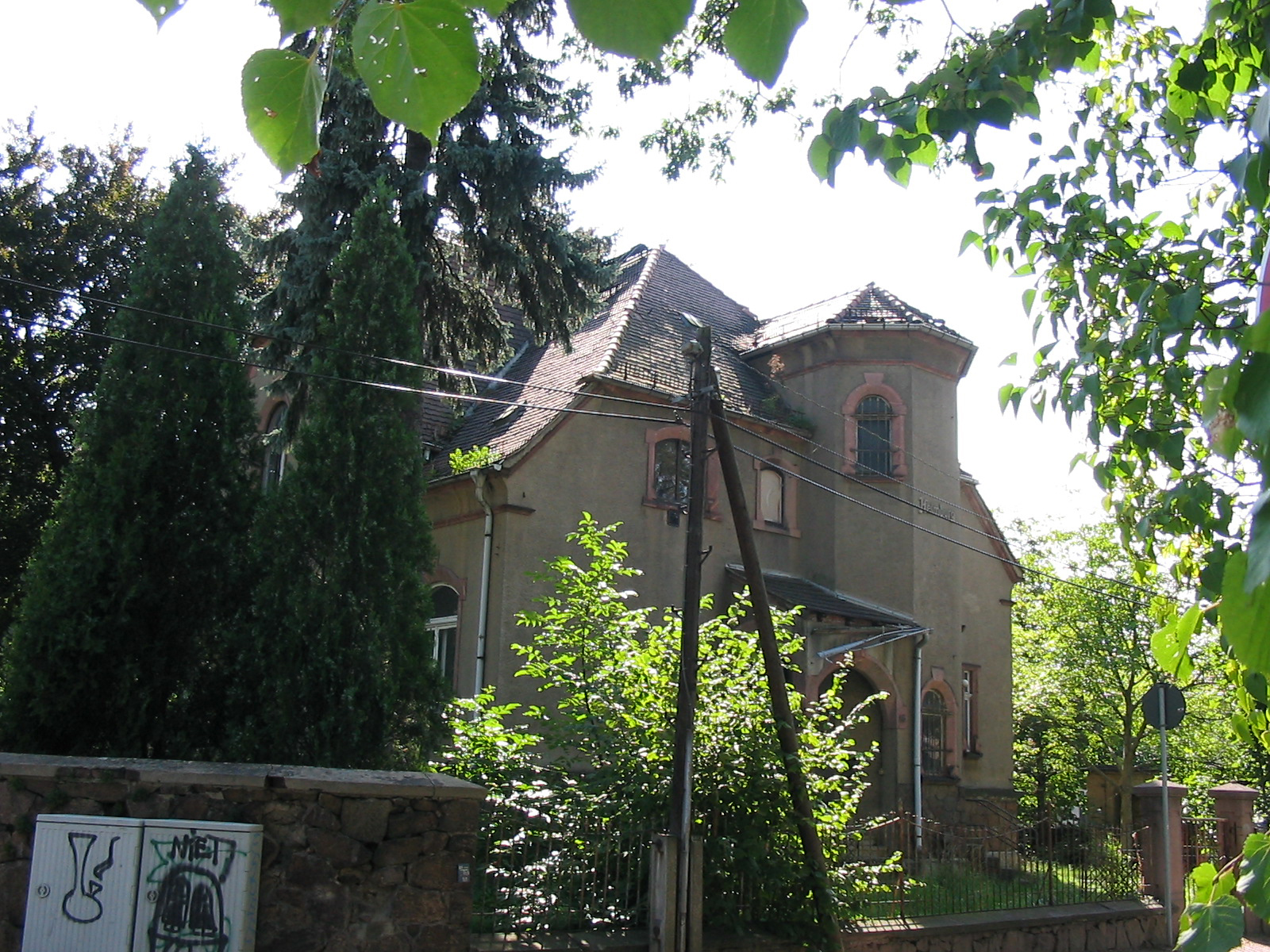
Villa Heimburg in der Borstraße, Niederlößnitz, 2008

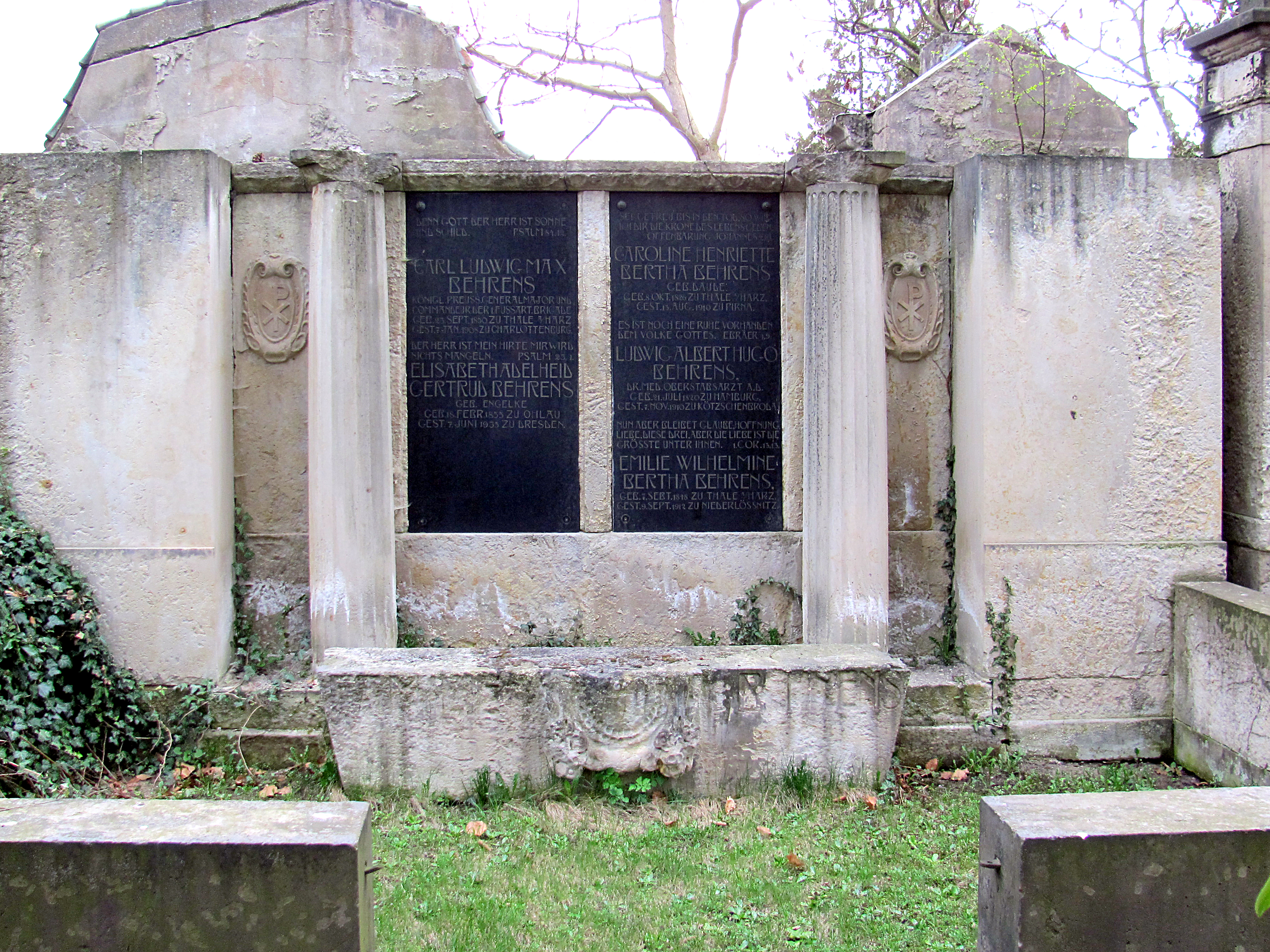
Familiengrab Behrens auf dem Friedhof Radebeul-West

Wilhelmine war die Tochter des Militärarztes und Schriftstellers Hugo Behrens (Pseudonym: B. Renz); sie verbrachte den Großteil ihrer Schulzeit in Quedlinburg. Durch die beruflich bedingten Versetzungen ihres Vaters kam sie 1876 nach Salzwedel, wo sie zwei Jahre mit ihren Eltern lebte. Ermutigt durch ihren Vater, konnte Behrens 1878 mit ihrem Roman Aus dem Leben meiner alten Freundin debütieren. Bedingt durch diesen Erfolg, wurde sie ab diesem Jahr eine der wichtigsten Mitarbeiterinnen der Zeitschrift Die Gartenlaube.
Nachdem sie einige Zeit in Frankfurt am Main gelebt hatte, ließen sich die Eltern mit ihrer Tochter schließlich 1881 in Kötzschenbroda in der heutigen Hermann-Ilgen-Straße 21 nieder, wo sie in der Nachbarschaft Karl Mays wohnten. Das Haus nannten sie „Villa Heimburg“. 1910 erwarb sie in Niederlößnitz in der Borstraße 15 die heute denkmalgeschützte Villa Heimburg, die sie „Haus Heimburg“ nannte.
Die Autorin erfuhr großen Zuspruch durch die Leserschaft und galt als legitime Nachfolgerin von E. Marlitt und E. Werner. Hedwig Courths-Mahler gab später an, dass sie gerne die Geschichten von Wilhelmine Heimburg gelesen hätte. Nach dem Tod Marlitts wurde sie sogar gebeten, deren letzten, lediglich angefangenen Roman Das Eulenhaus (1888) weiter- und fertigzuschreiben. Heimburgs bekanntestes vollständig eigenes Werk war Lumpenmüllers Lieschen (1879).
Zwei Tage nach ihrem 64. Geburtstag starb die Schriftstellerin Bertha Behrens am 9. September 1912 in Niederlößnitz. Sie wurde im Krematorium Tolkewitz eingeäschert und auf dem Friedhof Radebeul-West im Familiengrab Behrens neben dem Vater sowie ihrem Bruder, dem Offizier Carl Ludwig Max Behrens beerdigt.

## Werke

### Gesamtausgabe

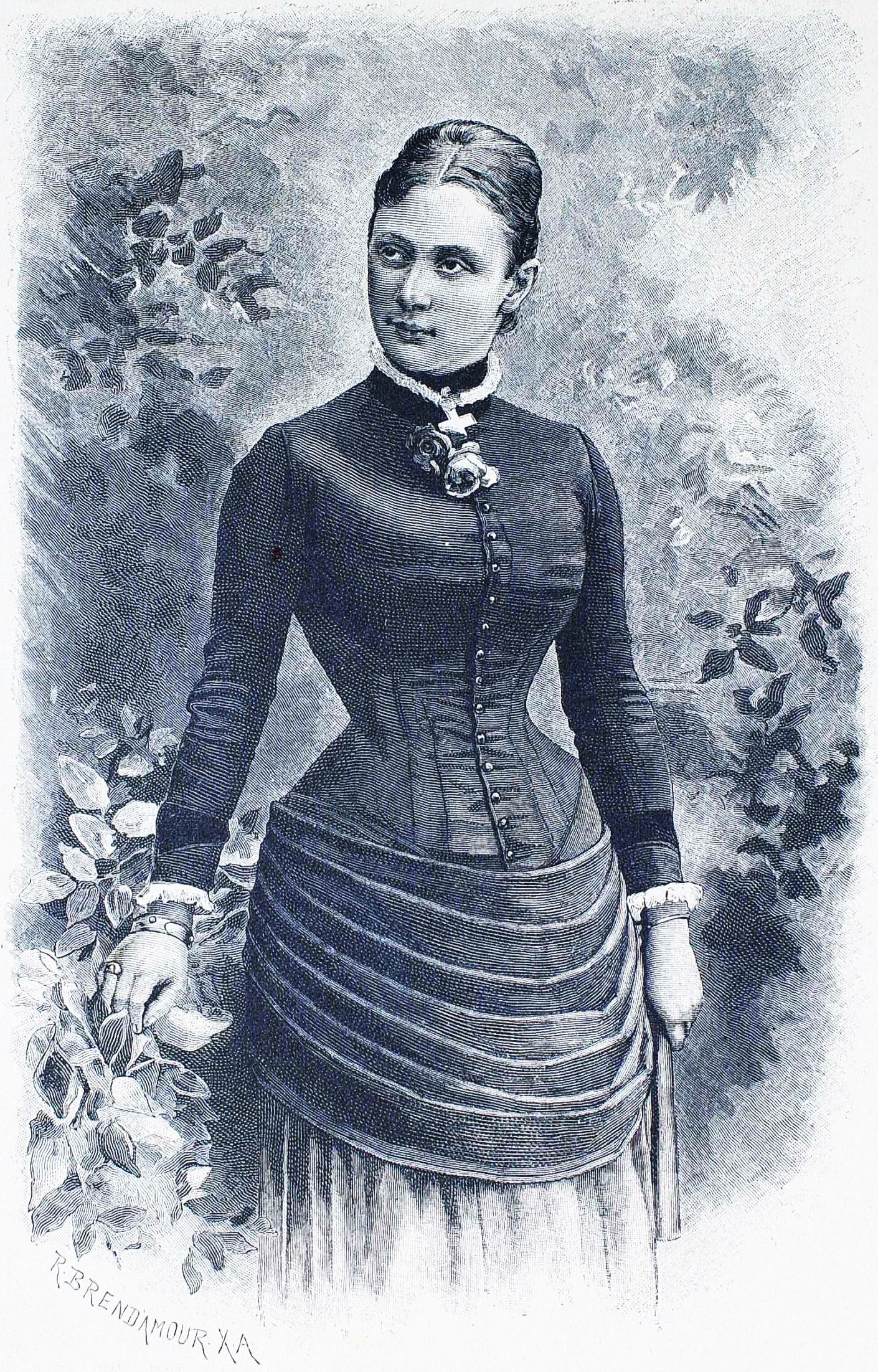
Jugendbildnis von Wilhelmine Heimburg

- Gesammelte Romane und Novellen. Verlag Keil, Leipzig (später Union deutsche VG)

1. Serie (1894/1896).
1. Aus dem Leben meiner alten Freundin.
2. Lumpenmüllers Lieschen. (1878 Veröffentlichung in der Gartenlaube).
3. Kloster Wendhusen.
4. Ein armes Mädchen. Das Fräulein Pate.
5. Trudchens Heirat. Im Banne der Musen. doi:10.24355/dbbs.084-202308161714-0.
6. Die Andere.
7. Herzenskrisen.
8. Lore von Tollen.
9. Eine unbedeutende Frau.
10. Unter der Linde.

2. Serie (1896/1898)
1. Mamsell Unnütz.
2. Um fremde Schuld.
3. Erzählungen.
4. Haus Beetzen.
5. Trotzige Herzen.

3. Serie (1904/1906)
1. Antons Erben.
2. Im Wasserwinkel.
3. Sette Oldenroths Liebe.
4. Doktor Dannz und seine Frau.
5. Alte Liebe und anderes.

### Einzelausgaben (Auswahl)
Für digitale Ausgaben siehe auch im Abschnitt Weblinks.
- Waldblumen. Acht Novellen. J.M. Gebhardt’s Verlag (Leopold Gebhardt), Leipzig o. J.
- Alte Liebe und anderes. Erzählungen. Union-Verlag, Stuttgart 1922 (Volltext im Projekt Gutenberg-DE).
- Die Andere. Roman.Union-Verlag, Stuttgart 1919.
- Antons Erben. Roman. Union-Verlag, Stuttgart 1932.
- Ein armes Mädchen. Roman. Union-Verlag, Stuttgart 1932.
- Aus dem Leben meiner alten Freundin. Fischer, Frankfurt/M. 1975, ISBN 3-436-02134-2 (Volltext im Projekt Gutenberg-DE).
- Dazumal. Vier Novellen. Union-Verlag, Stuttgart 1919 (Mikrofiche-Ausgabe: Belser, Stuttgart 1989, ISBN 3-628-40710-9).
- Doktor Dannz und seine Frau. Union-Verlag, Stuttgart 1920.
- Eugenie John-Marlitt. Ihr Leben und ihre Werke. In: E. Marlitt’s gesammelte Romane und Novellen. Band 10. Leipzig 1890.
- Das Eulenhaus. Roman. Melchert Verlag, Hamburg 1985, ISBN 3-87152-205-8 (aus dem Nachlass von E. Marlitt).[3]
- Familie Lorenz. Roman. Verlag Schreiter, Berlin 1930.
- Gartenlaube. Leipzig 1880.
- Großvaters Stammbuch. Novellen. Union-Verlag, Stuttgart 1919.
- Haus Beetzen. Roman. Union-Verlag, Stuttgart 1932.
- Herzenskrisen. Roman. Meister-Verlag, Rosenheim 1953.
- Ihr einziger Bruder. Verlag Gebhardt, Leipzig 1882.
- Im Wasserwinkel. Roman. Union-Verlag, Stuttgart 1932.
- Kloster Wendhusen. Meister-Verlag, Rosenheim 1953.
- Lore von Tollen. Roman. Verlag Schreiter, Berlin 1930.
- Lotte Lore. Roman. Union-Verlag, Stuttgart 1930.
- Lumpenmüllers Lieschen. E. Reil, Leipzig 1879 (Scan – Internet Archive); Verlag Neues Leben, Berlin 1992, ISBN 3-355-01349-8. Neuauflage Hofenberg, Berlin 2017, ISBN 978-3-7437-1127-3.
- Die lustige Frau Regine. Novellen und Skizzen. Union-Verlag, Stuttgart 1916.
- Mamsell Unnütz. Roman. Union-Verlag, Stuttgart 1932.
- Melanie (1875).
- Sabinens Freier. Auf schwankem Boden. 2 Novellen. Union-Verlag, Stuttgart 1920.
- Sette Oldenroths Liebe. Roman. Union-Verlag, Stuttgart 1932.
- Der Stärkere. Roman. Union-Verlag, Stuttgart 1927.
- Trotzige Herzen. Roman. Schreiter-Verlag, Berlin 1930 (Volltext im Projekt Gutenberg-DE).
- Trudchens Heirat. Roman. Union-Verlag, Stuttgart 1932 (Volltext im Projekt Gutenberg-DE).
- Über steinige Wege. Roman. Schreiter-Verlag, Berlin 1930.
- Um fremde Schuld. Roman. Union-Verlag, Stuttgart 1927.
- Eine unbedeutende Frau. Roman. Meister-Verlag, Rosenheim 1954 (Mikrofiche-Ausg.: Belser, Stuttgart 1989, ISBN 3-628-39696-4).
- Unter der Linde. Sieben Novellen. Ernst Keil’s Nachfolger, Leipzig 1888 (Scan – Internet Archive); Union-Verlag, Stuttgart 1932 (Mikrofiche-Ausg.: Belser, Stuttgart 1989, ISBN 3-628-40709-5).
- Wie auch wir vergeben. Roman. Union-Verlag, Stuttgart 1934; MarsTT Verlag, Wuppertal 2024, urn:nbn:de:101:1-2024022917053034636851 (EPUB; 867 kB).